# Sarobi

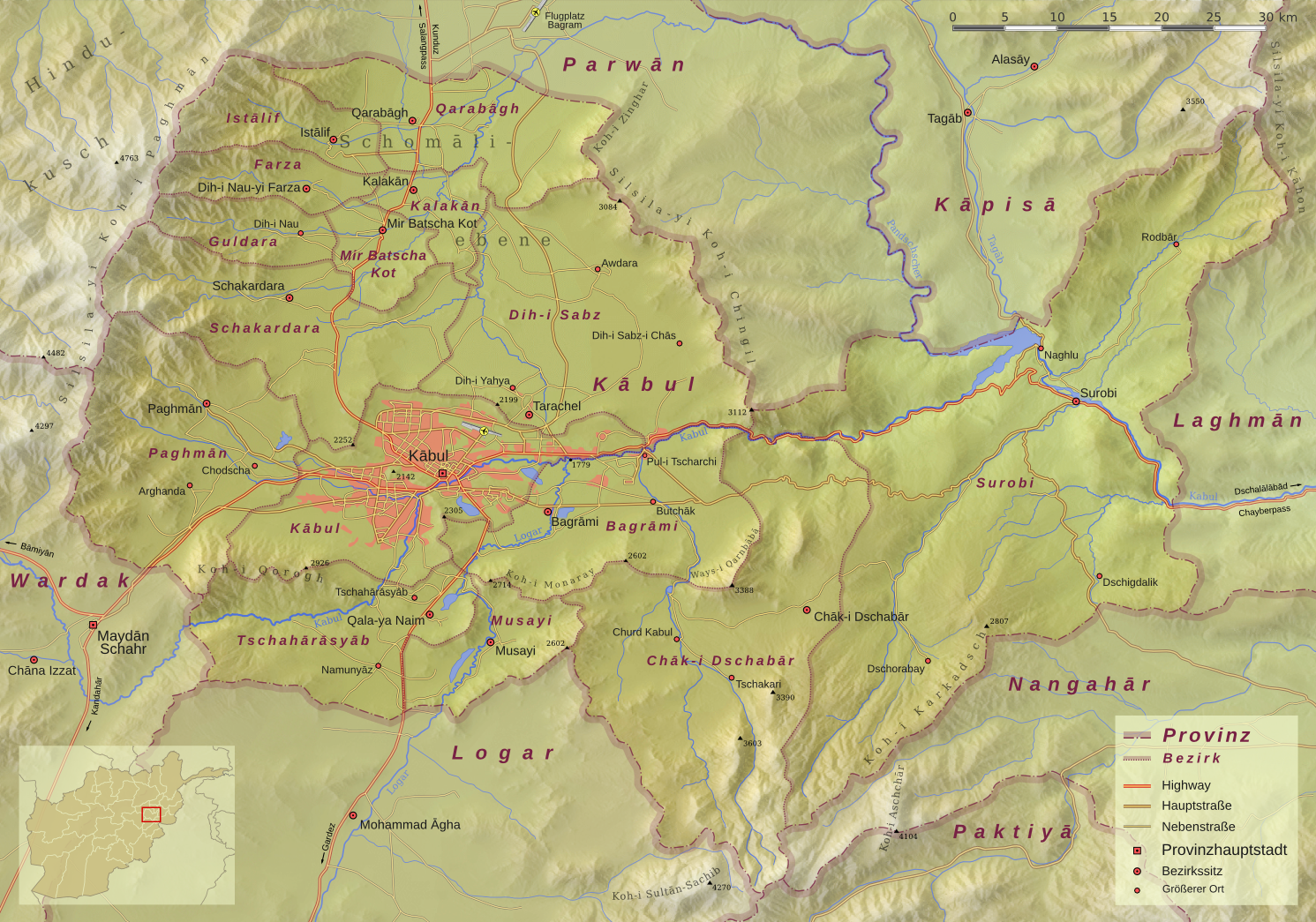
Lage des Bezirks Sarobi in der Provinz Kabul

Sarobi (auch Surobi, Sorūbī, Surawbi oder Surobei) ist der östlichste Bezirk der Provinz Kabul in Afghanistan. Die Fläche beträgt 1.314 Quadratkilometer und die Einwohnerzahl 62.709 (Stand: 2020).
Das Verwaltungszentrum des Distrikts ist die gleichnamige Stadt Sarobi auch Sarobi Zentrum genannt. Der Distrikt war in 20 Zonen geteilt (Stand: 2002) und hatte 130 Siedlungen mit etwa 72.000 Einwohnern von denen seit 1990 31.000 als Flüchtlinge in Pakistan lebten. 90 % der Einwohner sind Paschtunen, den größten Teil der übrigen Bevölkerung bilden die Pashais. Der Distrikt hat drei Wasserkraftwerke Band-e-Naghlo, Band-e-Mahipar (aufgrund Wassermangels außer Betrieb) und Band-e-Barqi-Sarobi und ist damit der Hauptlieferant von Strom für die Hauptstadt Afghanistans Kabul.